# John Alexander (Schauspieler)
John Alexander (* 29. November 1897 in Newport, Kentucky; † 13. Juli 1982 in New York City) war ein US-amerikanischer Schauspieler.

## Leben
John Alexander war der Sohn eines Dampfschiffbesitzers und einer Telegrafistin. Er war ein Kinderschauspieler, nach einigen Angaben war bereits 1902 als Vierjähriger in The Children of Kings am Broadway zu sehen, und 1909 spielte er in der Titelrolle des Theaterstückes Elmer Brown, the Only Boy in Town. In den folgenden Jahrzehnten etablierte er sich als Theaterschauspieler, zum Filmgeschäft kam er dagegen erst im mittleren Alter. 
Bleibende Bekanntheit sicherte sich Alexander vor allem durch Frank Capras Komödienklassiker Arsen und Spitzenhäubchen (1944), in dem er sich in der Rolle des geistig verwirrten Teddy Brewster für den US-Präsidenten Theodore Roosevelt hält und dessen Angewohnheiten annimmt. Die Rolle des Teddy Brewster hatte Alexander bereits zuvor mit großem Erfolg am Broadway gespielt und sollte sie auch nach der Verfilmung noch mehrfach auf der Bühne spielen. Im Film Der Graf von Mexiko durfte er dann 1950 neben Bob Hope auch den „echten“ Theodore Roosevelt verkörpern. Alexander war insbesondere in Filmkomödien zu sehen, aber gelegentlich auch in ernsteren Genres wie als Verehrer von Bette Davis’ Hauptfigur in Das Leben der Mrs. Skeffington (1944) oder als Barmann in dem Westernklassiker Winchester ’73 (1950) neben James Stewart. 
Die 1940er-Jahre waren die aktivste Dekade von Alexander in Hollywood, doch das Theater blieb sein eigentliches Metier. Schon in den 1950er-Jahren wandte sich Alexander wieder der Bühne zu. Gelegentlich absolvierte er auch Auftritte in der Fernsehindustrie, die in den 1950ern noch in New York ihr Zentrum hatte. Zuletzt stand er 1962 für Fernsehserie Car 54, Where Are You vor der Kamera. Mitte der 1960er-Jahre klang seine Karriere mit Auftritten in Bühnenstücken und Musicals aus, im Laufe der Jahrzehnte hatte er in über zwei Dutzend Broadway-Produktionen gespielt.
Von 1928 bis zu ihrem Tod war er mit der Bühnenschauspielerin Genevieve Hamper (1888–1971) verheiratet. John Alexander starb 1982 im Alter von 84 Jahren, als er an dem Vorstandstreffen des Actors Fund of America in New York teilnahm.

## Filmografie (Auswahl)
- 1934: Shirley’s großes Spiel (Baby, Take a Bow)
- 1935: The Ghost Rider
- 1940: Das Ultimatum für Bohrturm L 9 (Flowing Gold)
- 1944: Das Leben der Mrs. Skeffington (Mr. Skeffington)
- 1944: Arsen und Spitzenhäubchen (Arsenic and Old Lace)
- 1945: Ein Baum wächst in Brooklyn (A Tree Grows in Brooklyn)
- 1945: Der Engel mit der Trompete (The Horn Blows at Midnight)
- 1945: Junior Miss
- 1946: Der Jazzsänger (The Jolson Story)
- 1947: New Orleans
- 1947: Liebe auf den zweiten Blick (Living in a Big Way)
- 1947: Liebe in Fesseln (Cass Timberlane)
- 1948: Summer Holiday
- 1948: Die Nacht hat tausend Augen (Night Has a Thousand Eyes)
- 1950: Herz in der Hose (Fancy Pants)
- 1950: Winchester ’73
- 1950: The Sleeping City
- 1951: The Model and the Marriage Broker
- 1952: Happy-End … und was kommt dann? (The Marrying Kind)
- 1952: Der Tag der Vergeltung (Untamed Frontier)
- 1959: Das tödliche Netz (The Man in the Net)
- 1960: Vergeltung ohne Gnade (One Foot in Hell)
- 1961–1962: Wagen 54, bitte melden! (Car 54, Where Are You?) (Fernsehserie, drei Folgen)
- 1962: Preston & Preston (The Defenders) (Fernsehserie, 1 Folge)